# Palicourea charianthema
Palicourea charianthema är en måreväxtart som beskrevs av Paul Carpenter Standley. Palicourea charianthema ingår i släktet Palicourea och familjen måreväxter. Inga underarter finns listade i Catalogue of Life.